# Golzwarden

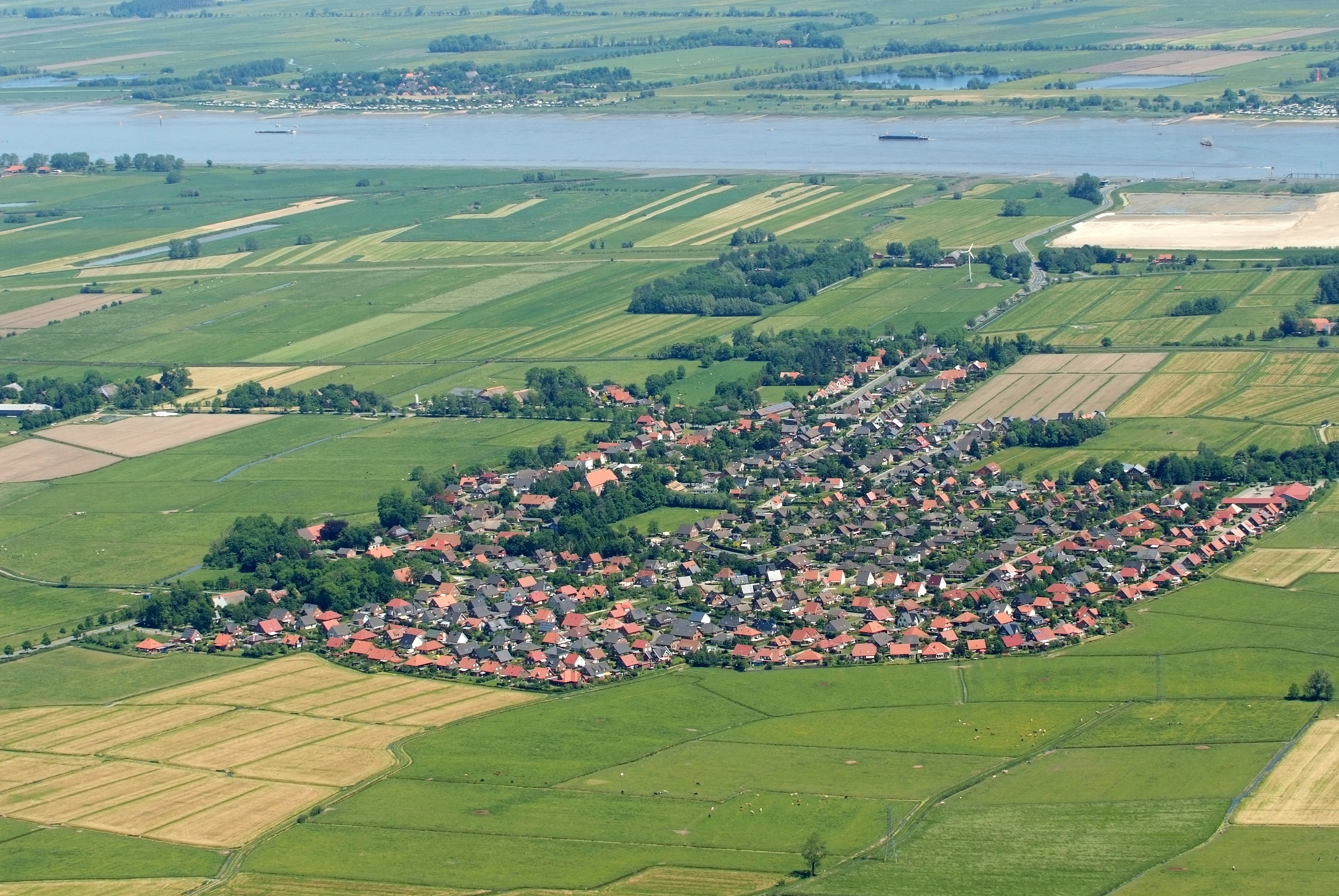
Luftbild von Golzwarden (2012)

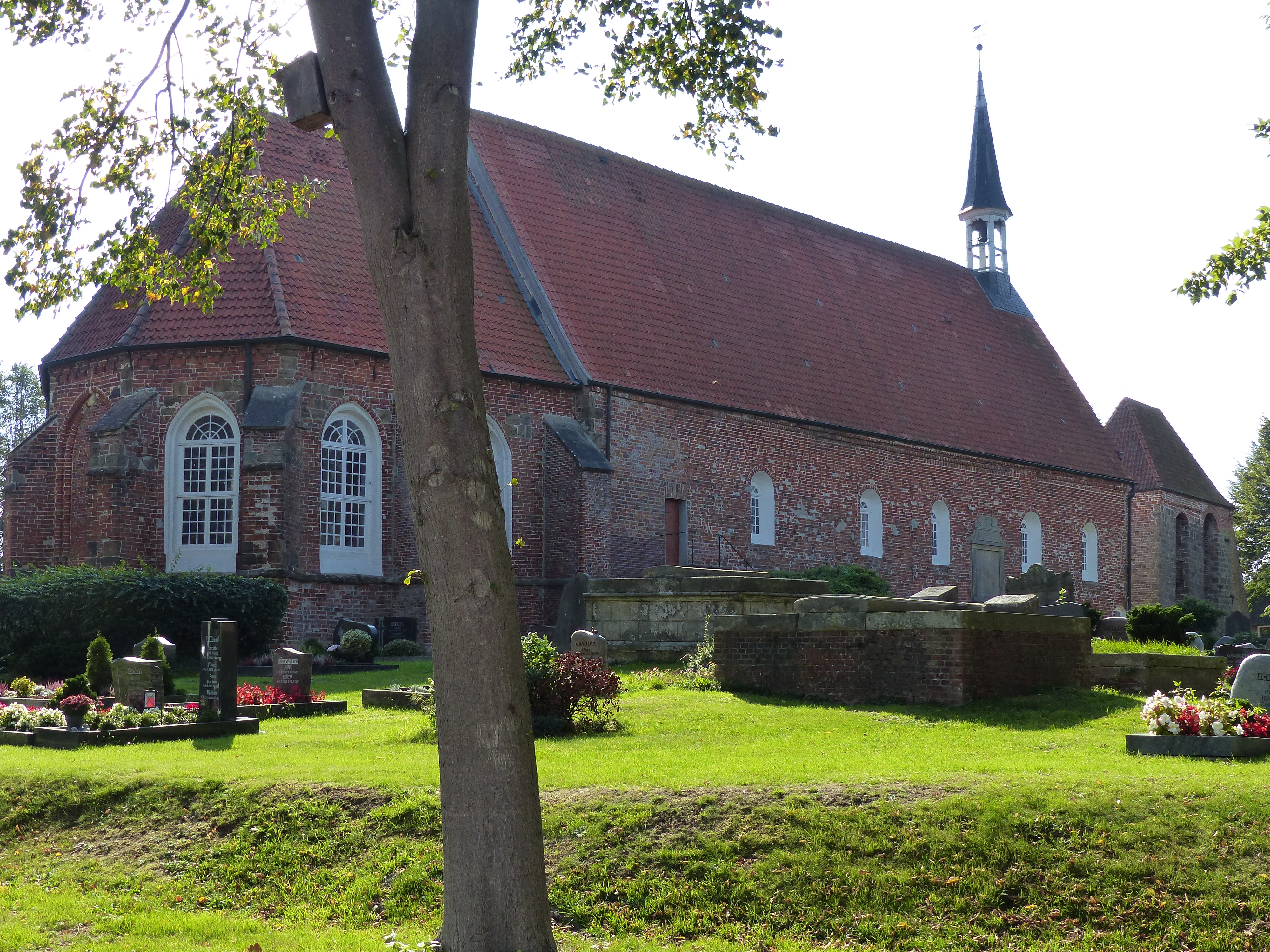
Kirche St. Bartholomäus

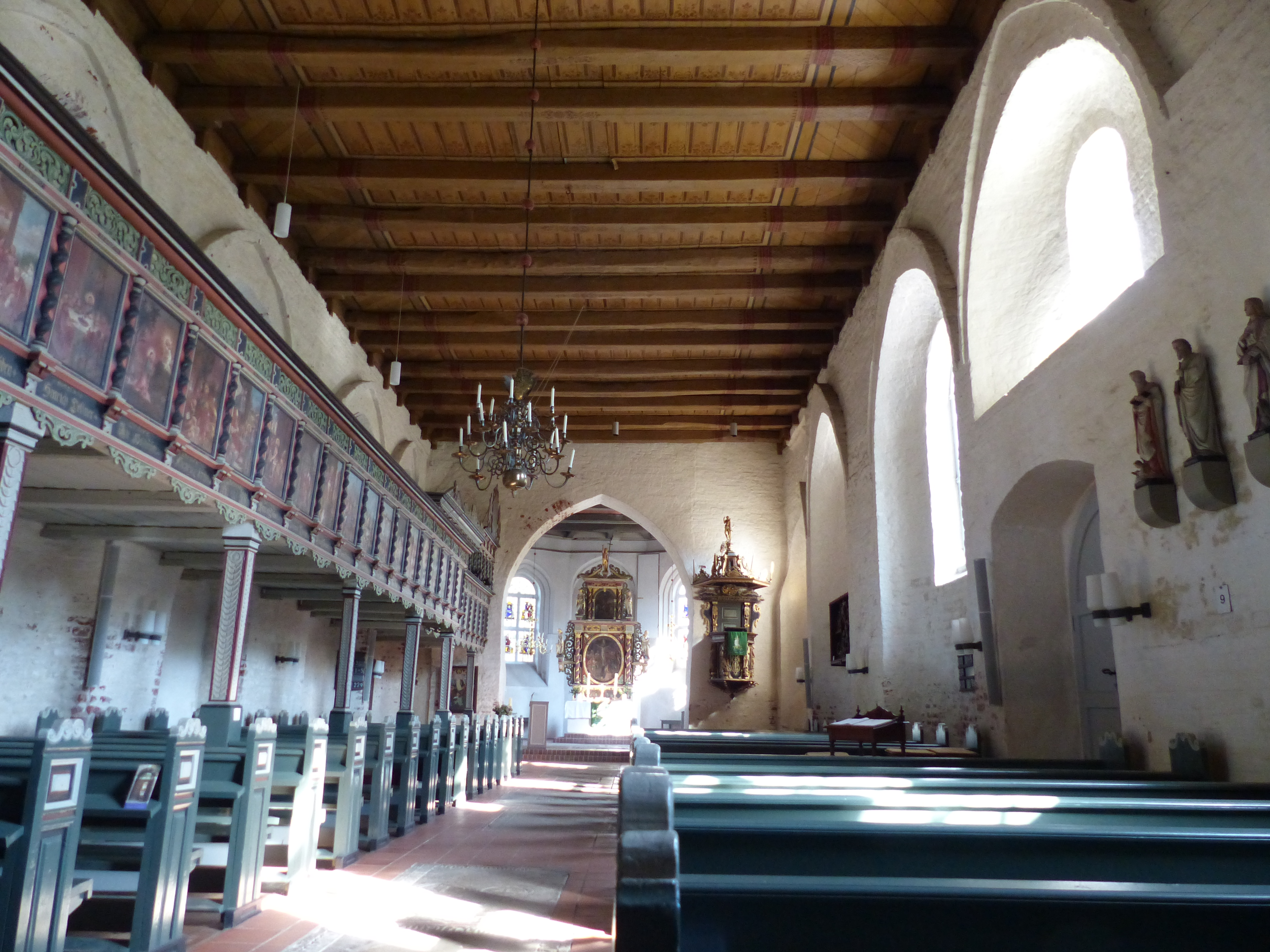
Innenraum der Bartholomäuskirche

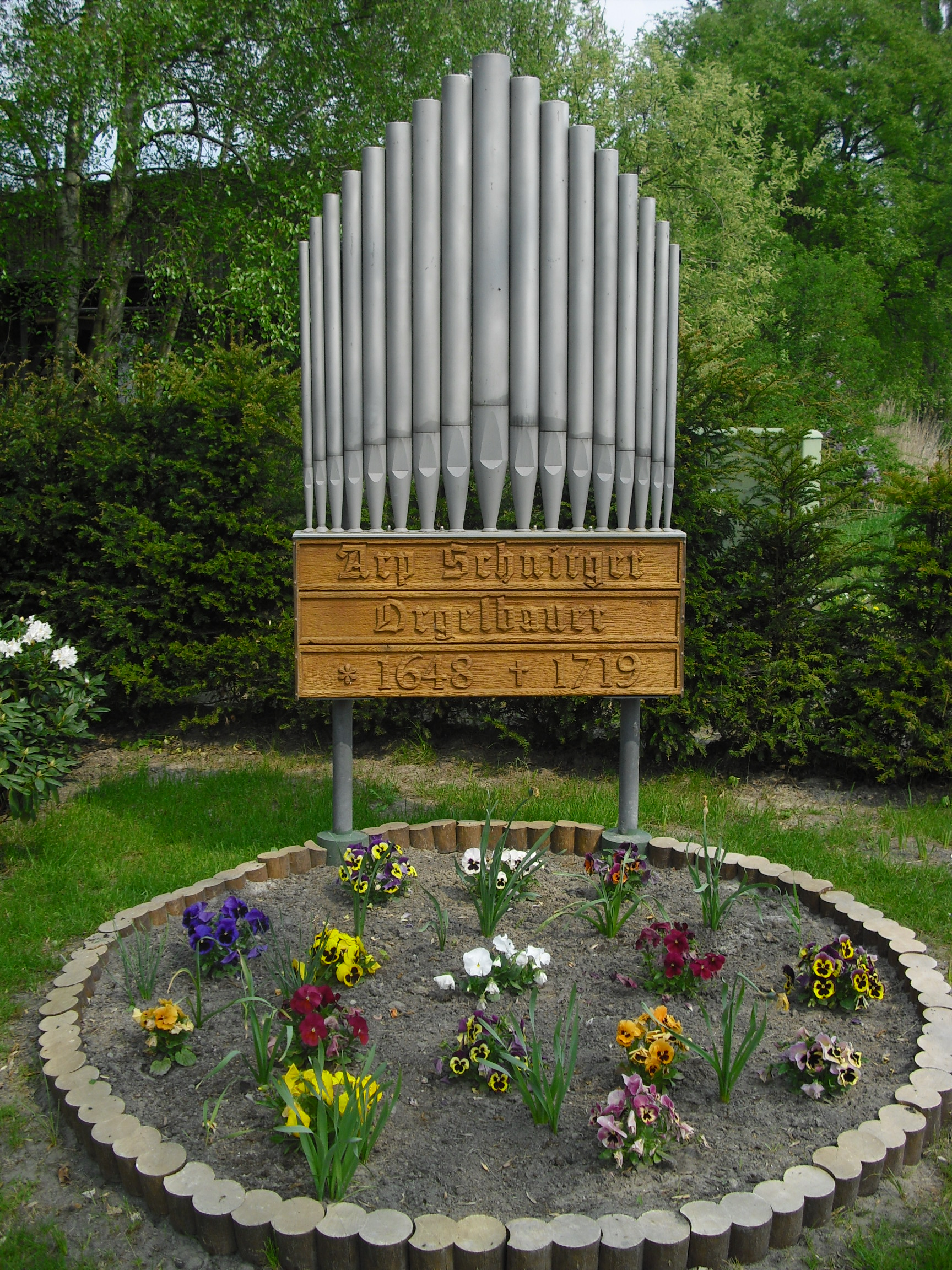
Arp-Schnitger-Denkmal in Schmalenfleth

Golzwarden ist ein Stadtteil von Brake im Landkreis Wesermarsch. Bis 1913 war Golzwarden eine eigenständige Gemeinde, zu der damals auch die Ortsteile Boitwarden und Schmalenfleth gehörten, welche jetzt ebenfalls Stadtteile von Brake sind.

## Geschichte

### Frühzeit

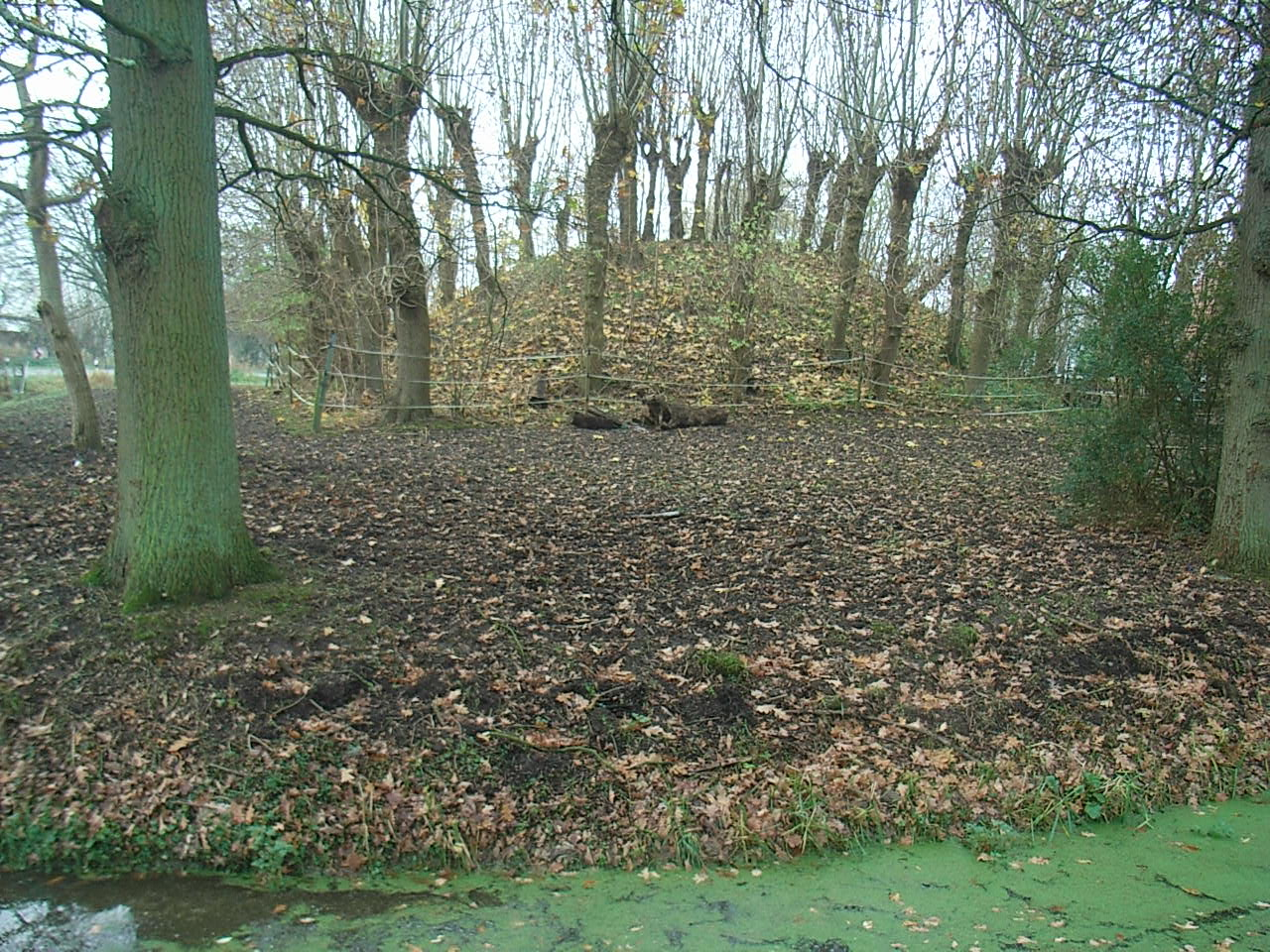
Jedutenhügel in Schmalenfleth

Bei Ausgrabungen in Golzwarderwurp wurden 1934 Spuren von Siedlungen aus dem 2. Jahrhundert v. Chr. gefunden. Anhand der Funde konnte auch auf Viehhaltung der frühen Siedler geschlossen werden. Der steigende Wasserspiegel führte im Laufe der Zeit dazu, dass das Gebiet im 4. Jahrhundert n. Chr. verlassen war und zunehmend überschlickte. Ein Jedutenhügel in Schmalenfleth ist ebenfalls ein Hinweis auf frühe Besiedlung dieser Gegend.

### Mittelalter
Die benachbarte Siedlung Schmalenfleth wurde im Jahre 860 erstmals schriftlich aufgeführt. Golzwarden wurde zusammen mit Boitwarden 1139 urkundlich erwähnt: als Godeleswere im Zusammenhang mit dem
Paulikloster in Bremen. Mit der Stiftungsurkunde des Dompropstes Otto von Bremen wurde Golzwarden 1263 selbständiges Kirchspiel, das auch die Orte Schmalenfleth und Boitwarden mit einschloss. Die St.-Bartholomäus-Kirche wurde im spätromanischen Stil auf der hohen Dorfwurt erbaut. Sie erhielt einen Wehrturm, zusätzlich war rundherum ein Graben ausgehoben und ein Wall aufgeschüttet worden. Auf diese Weise diente das Gotteshaus auch als Zufluchtsort, sowohl bei Sturmflut als auch bei feindlichem Angriff. Bei Kampfhandlungen im Jahre 1375 brannte die Kirche jedoch fast ab.

### 15. und 16. Jahrhundert
Im Jahre 1408 wurde Graf Christian VI. von Oldenburg in der Schlacht bei Golzwarden von den Bremern gefangen genommen; sechs Jahre später belagerten sie die festungsartige Kirche und eroberten sie. Schon 1424 endete die Bremer Herrschaft wieder. Die Friesen hatten erneut die Oberhand, mussten sich aber gegen häufige Angriffe von Oldenburger Seite wehren. Mit dem Sieg der Oldenburger über die Friesen im Jahre 1514 endete die Friesische Freiheit. Der Wehrturm neben der Kirche wurde abgebrochen, die Trümmer wurden zum Bau eines Glockenturmes verwendet. Die Oldenburger erbauten zur Sicherung des neueroberten Gebietes eine Burg in Ovelgönne; von dort wurden die Vogteien vom Drost überwacht und verwaltet. Die um die Burg entstandene Siedlung gehörte bis 1809 zum Kirchspiel Golzwarden.

### 17. bis 19. Jahrhundert
Im Jahre 1648 wurde in Schmalenfleth der Orgelbauer Arp Schnitger geboren; seine Taufe fand am 9. Juli desselben Jahres in der St.-Bartholomäus-Kirche statt. Die in dieser Kirche befindliche barocke Orgel wurde nicht von Schnitger gebaut, aber von ihm 1697/98 umfangreich instand gesetzt.

### 20. Jahrhundert
Im Zuge der Oldenburgischen Verwaltungsreform wurde 1933 die Gemeinde Golzwarden aufgelöst und der neuen Gemeinde Ovelgönne zugewiesen. Am 1. März 1974 wurde Golzwarden in die Stadt Brake (Unterweser) umgegliedert.
Im Juli 1999 wurde in Golzwarden die Arp-Schnitger-Gesellschaft gegründet.

## Persönlichkeiten
- Arp Schnitger (1648–1719), Orgelbauer aus Schmalenfleth, getauft in Golzwarden
- Hector Frederik Janson (* 1737 in Golzwarden; † 1805), war Professor an der Universität Kopenhagen und von 1788 bis 1805 Bischof von Aarhus
- Ludwig Schauenburg (1839–1909), Kirchenhistoriker, war viele Jahre Pastor in Golzwarden, wo er auch verstarb.
- Carl Heinrich Behrens-Nicolai (* 1873 in Golzwarden; † 1960 in Bremen), deutscher Architekt.
- Gerd Achgelis (* 1908 in Golzwarderwurp; † 1991 in Hude), deutscher Kunstflieger.